# Cyrtopodium palmifrons
Cyrtopodium palmifrons é uma orquídea do gênero Cyrtopodium, de hábito epífita, encontrada nas zonas de mata atlântica, desde o sul do Brasil até a Argentina. Vegeta sobre árvores velhas ou palmeiras e é normalmente confundido com Cyrtopodium gigas, pelo fato de ambas as espécies serem epífitas e compartilharem semelhanças morfologicas e habitat, mas as flores de C. palmifrons são menores e em maior quantidade que àquelas de C. gigas. Pseudobulbos de até oitenta centímetros de altura, fusiformes, com sua parte superior coberta de folhas alternadas e lanceoladas de cinquenta centímetros de comprimento por três centímetros de altura. Inflorescências de cinquenta centímetros de comprimento, bastante ramificadas e divergentes, portando muitas flores. Flor de dois centímetros de diâmetro com pétalas e sépalas levemente onduladas e acuminadas de cor amarela e dotadas de máculas vermelhas. Labelo com lóbulo mediano comprido e estreito, sua parte dianteira é intensamente ondulada e profundamente emarginada.
Cyrtopodium palmifrons floresce em outubro, primavera brasileira.